# Campionato africano maschile di pallavolo
Il campionato africano maschile di pallavolo è una competizione pallavolistica per squadre nazionali maschili africane, organizzata con cadenza biennale dalla CAVB.

## Edizioni
| Edizione      | Edizione       | Podio    | Podio   | Podio      |
| Anno          | Organizzatore  | Campione | Seconda | Terza      |
| ------------- | -------------- | -------- | ------- | ---------- |
| 1967 Dettagli | Tunisia        | Tunisia  | Algeria | Guinea     |
| 1971 Dettagli | Egitto         | Tunisia  | Egitto  | Madagascar |
| 1976 Dettagli | Tunisia        | Egitto   | Tunisia | Marocco    |
| 1979 Dettagli | Libia          | Tunisia  | Libia   | Madagascar |
| 1983 Dettagli | Egitto         | Egitto   | Tunisia | Algeria    |
| 1987 Dettagli | Tunisia        | Tunisia  | Camerun | Algeria    |
| 1989 Dettagli | Costa d'Avorio | Camerun  | Algeria | Egitto     |
| 1991 Dettagli | Egitto         | Algeria  | Egitto  | Tunisia    |
| 1993 Dettagli | Algeria        | Algeria  | Tunisia | Egitto     |
| 1995 Dettagli | Tunisia        | Tunisia  | Egitto  | Algeria    |
| 1997 Dettagli | Nigeria        | Tunisia  | Camerun | Algeria    |
| 1999 Dettagli | Egitto         | Tunisia  | Egitto  | Algeria    |
| 2001 Dettagli | Nigeria        | Camerun  | Nigeria | Sudafrica  |
| 2003 Dettagli | Egitto         | Tunisia  | Egitto  | Camerun    |
| 2005 Dettagli | Egitto         | Egitto   | Tunisia | Camerun    |
| 2007 Dettagli | Sudafrica      | Egitto   | Tunisia | Camerun    |
| 2009 Dettagli | Marocco        | Egitto   | Algeria | Camerun    |
| 2011 Dettagli | Marocco        | Egitto   | Camerun | Tunisia    |
| 2013 Dettagli | Tunisia        | Egitto   | Tunisia | Marocco    |
| 2015 Dettagli | Egitto         | Egitto   | Tunisia | Marocco    |
| 2017 Dettagli | Egitto         | Tunisia  | Egitto  | Camerun    |
| 2019 Dettagli | Tunisia        | Tunisia  | Camerun | Algeria    |
| 2021 Dettagli | Ruanda         | Tunisia  | Camerun | Egitto     |
| 2023 Dettagli | Egitto         | Egitto   | Algeria | Libia      |

## Medagliere
| Pos. | Squadra    | 1º posto | 2º posto | 3º posto | Totale |
| ---- | ---------- | -------- | -------- | -------- | ------ |
| 1    | Tunisia    | 11       | 7        | 2        | 20     |
| 2    | Egitto     | 9        | 6        | 3        | 18     |
| 3    | Camerun    | 2        | 5        | 5        | 12     |
| 4    | Algeria    | 2        | 4        | 6        | 12     |
| 5    | Libia      | -        | 1        | 1        | 2      |
| 6    | Nigeria    | -        | 1        | -        | 1      |
| 7    | Marocco    | -        | -        | 3        | 3      |
| 8    | Madagascar | -        | -        | 2        | 2      |
| 9    | Guinea     | -        | -        | 1        | 1      |
| 9    | Sudafrica  | -        | -        | 1        | 1      |